# Cayo Manilio
Cayo o Gayo Manilio  fue un político romano del siglo I a. C. perteneciente a la gens Manilia.

## Carrera pública
Manilio fue uno de los tribunos de la plebe del año 66 a. C. A comienzos de su año en el cargo (diciembre de 67 a. C.) logró que se aprobara una ley (Lex de libertinorum suffragiis) que dio a los libertos el privilegio de votar juntos con aquellos que los habían manumitido; esto es, en la misma tribu que sus patronos. Esta ley, sin embargo, fue casi inmediatamente declarada nula por el Senado. Los senadores se vieron ofendidos por la ley y Manilio se empeñó en asegurarse el apoyo de Pompeyo proponiendo conferirle el comando de la guerra contra Mitrídates VI del Ponto con poder ilimitado. La propuesta fue apoyada por Cicerón en su discurso Pro lege Manilia y se aprobó casi unánimemente. Manilio fue más tarde acusado por los optimates de un cargo desconocido y defendido por Cicerón. Posiblemente lo condenaron, pero no se sabe más de él.